# Typhloiulus ganglbaueri
Typhloiulus ganglbaueri är en mångfotingart som först beskrevs av Karl Wilhelm Verhoeff 1899.  Typhloiulus ganglbaueri ingår i släktet Typhloiulus och familjen kejsardubbelfotingar. Inga underarter finns listade i Catalogue of Life.